# Bougue
Bougue – miejscowość i gmina we Francji, w regionie Nowa Akwitania, w departamencie Landy.
Według danych na rok 1990 gminę zamieszkiwały 503 osoby, a gęstość zaludnienia wynosiła 23 osób/km² (wśród 2290 gmin Akwitanii Bougue plasuje się na 712. miejscu pod względem liczby ludności, natomiast pod względem powierzchni na miejscu 465.).